# Prom Night (franquicia)
"Prom Night" es una serie de películas estadounidenses de terror, que consta cinco entregas de género slasher. La primera cinta tuvo tres secuelas y un "remake". La primera película, Prom Night (1980), fue dirigida por Paul Lynch y producida por Peter R. Simpson, y se centra en un grupo de adolescentes que son acosados y asesinados por un asesino enmascarado en su fiesta de graduación. La película fue un éxito de taquilla, recaudando casi $ 15 millones
"Noche de Graduación" tiene grandes comparaciónes con otras sagas de películas; cómo Carrie, A Nightmare on Elm Street, Friday the 13th y  Halloween.

## Películas
| Películas                           | Año  | Director         |
| ----------------------------------- | ---- | ---------------- |
| Prom Night                          | 1980 | Paul Lynch       |
| Hola Mary Lou: Prom Night II        | 1987 | Bruce Pittman    |
| Prom Night III: The Last Kiss       | 1990 | Ron Oliver       |
| Prom Night IV: Deliver Us from Evil | 1992 | Clay Borris      |
| Prom Night                          | 2008 | Nelson McCormick |

## Descripción

### Descripción general

#### Noche de Graduación: Llamadas de Terror (1980)
Prom Night: Está dirigida por Paul Lynch y escrita por Peter R. Simpson y Richard Simpson. La película comienza con un grupo de niños; Wendy, Jude, Kelly y Nick que juegan en una escuela abandonada. Una niña de 11 años llamada Robin quiere unirse al grupo, pero la intimidan haciendo que Robin se caiga desde una ventana hasta la muerte. Los niños hacen un pacto de no decírselo a nadie, aunque hubo un testigo. Seis años después, los niños ya adolescentes reciben llamadas terroríficas, pero no les preocupa. En la noche se van a su baile de graduación en la secundaria "Hamilton Hight School", pero esa noche serán asesinados por Alex; un chico quien busca venganza por la muerte de Robin.

#### Noche de Graduación II: Hola Mary Lou (1987)
Hola Mary Lou: Prom Night II: Está dirigida por Bruce Pittman y escrita por Ron Oliver. Es la secuela de la primera película, aunque no tiene conexión. Se trata de una adolescente llamada Mary Lou, quien es coronada como reina del baile en la secundaria anterior, pero ese momento, es quemada viva por un petardo con todos los estudiantes siendo testigos de su muerte. Treinta años más tarde, el fantasma de Mary regresa al mundo de los vivos donde entra al cuerpo de una chica llamada Vicki Carpenter para asesinar jóvenes y vengarse del hombre que la mató.

#### Noche de Graduación III: El Último Beso (1990)
Prom Night III: The Last Kiss: Está dirigida y escrita por Ron Oliver. Es la secuela de la anterior. Mary regresa con su cuerpo a la tierra de los vivos otra vez, Mary conoce a un chico llamado Alex a quien ayuda a convertirse en un jugador de fútbol, finalmente se coquetea con él, aunque Alex ama a otra chica poniendo celosa a Mary. De ahí, Mary asesinará a todos las personas quienes se cruzan a su camino hasta llegar a su graduación.

#### Noche de Graduación IV: Líbranos del Mal (1992)
Prom Night IV: Deliver Us from Evil: Está dirigida por Clay Borris y escrita por Ron Oliver. Es una secuela de la tercera. Originalmente también podría considerarse en ser un seguimiento de la segunda. Se trata del baile de la segunda entrega, En la secundaria "Hamilton Hight School" una pareja de adolescentes; Lisa y Brad, deciden irse del baile para tener sexo en un auto, pero son asesinados por un monje trastornado llamado Jonas. Después de cometer este asesinato se transporta a una mansión religiosa a una iglesia para mantenerlo encerrado durante mucho tiempo. Treinta y cuatro años después Jonas regresa y atacará a un grupo de adolescentes en la mansión.

#### Noche de Graduación Sangrienta (2008)
Prom Night: Está dirigida por Nelson B. McCormick y escrita por J. S. Cardone. Es una nueva versión de la original, aunque tiene muchas diferencias. Se trata de una adolescente llamada Donna Keppel que va a su baile de graduación con su novio Bobby y sus amigos en un lujoso hotel, pero sin saberlo, se encontrarán a Richard Fenton; el asesino que mató a toda la familia de Donna.

## Asesinos de la saga
- Alex Hammond: es interpretado por Michael Tough y es el protagonista de la primera película. Alex es el hermano de Robin y testigo de su muerte. Cuando pasan 6 años, Alex hace llamadas terroríficas a Wendy, Jude, Kelly y Nick. En la graduación, Alex asesina a todos los chicos con un hacha y un fragmento de un vidrio roto. Al final de la película, Alex no logra acabar con Nick ya que le dieron un golpe en la cabeza con el hacha dejándolo totalmente herido, cuando sale de la secundaria Alex se cae y dice "Robin" varias veces, hasta morir.
- Mary Lou Maloney: es interpretada por Lisa Schrage y Loreta Bailey (criatura), es la protagonista de la segunda película. Mary es una adolescente coqueta y mujeriega, es coronada como "la reina del baile" en su graduación, justamente cuando su exnovio le lanza un petardo a ella, accidentalmente quemándola viva hasta la muerte. 30 años después, el fantasma de Mary va a la tierra de los vivos y entra al cuerpo de una chica llamada "Vicki Carpenter" para asesinar a jóvenes y vengarse de su exnovio, Billy Nordham, en la noche de graduación.

En la tercera entrega, es interpretada por Courtney Taylor. Mary regresa a la misma secundaria, donde se enamora de Alex, aunque él está enamorado de otra chica, haciendo que Mary se ponga celosa. Mary asesinará a todas las personas quienes se cruzan a su camino y hará la mejor posible de que el se enamore de ella y coronarlo como "el rey de la graduación" en su otra dimensión.
- Padre Jonas: es interpretado por James Carver y es el protagonista de la cuarta entrega. Jonas es un monje trastornado que está poseído por fuerzas del mal, el reveló que sufrió abuso sexual por sacerdotes. Unos monjes llevan a Jonas a una iglesia para encerrarlo y que no pueda volver a matar a alguien. 34 años más tarde, Jonas despierta y volverá a asesinar a unos adolescentes que celebran su graduación en la mansión. Al final de la película, Jonas es quemado vivo en un granero, quedando carbonizado, pero cuando lo meten a una ambulancia Jonas abre los ojos (dando entender que aún sigue con vida).
- Richard Fenton: es interpretado por Johnathon Schaech y es el protagonista de la quinta entrega. (Richard no homenajea a Alex). Richard es un profesor de biología y que está obsesionado por una estudiante, "Donna Keppel". Richard asesinó a toda la familia de Donna y la policía lo arrestó. Tres años después, Richard escapa de prisión y se esconde en un lujoso hotel donde se entera de que Donna está en la sala de fiesta. Ahí Richard asesinará a todos los amigos de Donna para secuestrarla. Al final de la película, Richard muere con 6 balas en el pecho luego de intentar a matar a Donna.

## Mercancía
La banda sonora oficial de Prom Night, lanzada en Japón en 1980, fue compuesta por Paul Zaza y Carl Zittrer, con escritura adicional de Bill Crutchfield y James Powell. Prom Night fue lanzado en VHS en 1981 por MCA Universal en Norteamérica, al comienzo de la popularidad de los videos domésticos, con licencia directa de la entonces productora SimCom, que había otorgado licencia de distribución teatral a Avco-Embassy. New Line Home Entertainment emitió un VHS , seguido de las ediciones en VHS y DVD de Anchor Bay Entertainment en 1997 y 1998, respectivamente. Synapse Films lanzó una edición restaurada de la película en Blu-ray y DVD en 2014. Hello Mary Lou: Prom Night II tuvo una edición VHS lanzada por Virgin Vision en mayo de 1988. Un DVD fue lanzado en 2008 por Metro-Goldwyn-Mayer . En 2003, Artisan Entertainment lanzó un DVD de doble largometraje de Prom Night III: The Last Kiss y Prom Night IV: Líbranos del mal ; esta edición presenta un corte censurado de El último beso , que elimina la violencia, el lenguaje y la desnudez. LIVE Entertainment había lanzado previamente ediciones en VHS de ambas películas. Sony Pictures Home Entertainment lanzó la noche de graduación 2008 en DVD y Blu-ray en agosto de 2008.